# Stan Lee Media
Stan Lee Media est une société numérique cofondée en 1998 par Stan Lee et fermée en 2000 qui depuis 2007 a engagé de nombreuses poursuites contre Stan Lee, POW! Entertainment, Marvel et Disney.

## Historique
En 1998, Stan Lee fonde une entreprise nommée Stan Lee Media mais dès décembre 2000, elle se place sous la protection de l'article 11 de la loi américaine sur les faillites. 
En novembre 2001, Stan Lee fonde une nouvelle société POW! Entertainment. Stan Lee Media reste une entité vide jusqu'en 2006 quand elle est mise en banqueroute. 
Le 15 mars 2007 la société Stan Lee Media attaque Marvel Entertainment à la suite d'une plainte perdue en 2005 et réclame 5 milliards d'USD pour les personnages créés par Lee. 
Le 9 février 2011, la plainte de Stan Lee Media contre Marvel entamée en 2007 est rejetée en appel.
Dans une interview de 2012, Stan Lee indique que Michael Jackson était intéressé par un partenariat avec la société Stan Lee Media pour acheter Marvel et ensuite incarner Spider-Man.
Le 10 octobre 2012, Stan Lee Media engage une nouvelle procédure pour obtenir plusieurs milliards de dollars de Disney-Marvel. Le 10 septembre 2013, un juge du Colorado stoppe la dernière plainte de Stan Lee Media contre Marvel au motif qu'elle est frivole. 
Le 7 février 2014, Stan Lee Media lance une nouvelle procédure double à l'encontre de Disney et d'une société théâtrale de Pennsylvanie déjà impliqués dans une procédure pour utilisation de personnages Disney Theatrical et Marvel. La troupe de théâtre de Lancaster avait entamé les représentations d'une comédie musicale en hommage à Broadway présentant des personnages de Disney, Spiderman et d'autres productions. Le 28 octobre 2014, les arguments de Stan Lee Media sont entendus par trois juges dans sa nouvelle plainte contre Marvel et Disney. Le 25 décembre 2014, la dernière plainte de Stan Lee Media contre Disney-Marvel est déboutée par un juge du Colorado.
Le 5 février 2016, après de nombreux procès à son encontre, Disney riposte contre Stan Lee Media pour récupérer les frais de justice impayés et découvrent des comptes bancaires vides.